# Шесурі (Хунедоара)
Шесурі (рум. Șesuri) — село у повіті Хунедоара в Румунії. Входить до складу комуни Букурешч.
Село розташоване на відстані 309 км на північний захід від Бухареста, 24 км на північ від Деви, 91 км на південний захід від Клуж-Напоки, 136 км на схід від Тімішоари.

## Населення
За даними перепису населення 2002 року у селі проживали 494 особи, усі — румуни. Усі жителі села рідною мовою назвали румунську.